# Tollaincourt
Tollaincourt község Franciaországban, Vosges megyében. Lakosainak száma 117 fő (2022. január 1.). Tollaincourt Blevaincourt, Rozières-sur-Mouzon, Villotte, Lamarche, Romain-aux-Bois és Damblain községekkel határos.
Új községként 2017. január 1-jén jött létre, amikor a korábbi Tollaincourt község és Rocourt korábbi község egyesült.

## Népesség
A település népessége az elmúlt években az alábbi módon változott:
| Lakosok száma | 129  | 127  | 124  | 121  | 118  | 118  | 117  |
|               | 2015 | 2017 | 2018 | 2019 | 2020 | 2021 | 2022 |